# 島根県道174号和江港大田市停車場線
島根県道174号和江港大田市停車場線（しまねけんどう174ごう わえこうおおだしていしゃじょうせん）は、島根県大田市を通る一般県道である。

## 概要
大田市静間町の和江漁港付近から大田市大田町大田のJR西日本山陰本線 大田市駅に至る。もともとは島根県道174号和江港石見大田停車場線だったが、1971年（昭和46年）2月1日に石見大田駅が大田市駅に改称にしたことから1974年（昭和49年）に現行の路線名称に変更された。

### 路線データ
- 起点：大田市静間町（和江漁港付近、島根県道287号静間久手停車場線上）
- 終点：大田市大田町大田（JR西日本山陰本線 大田市駅前）

## 歴史
- 1958年（昭和33年）6月13日 - 島根県告示第525号により認定される。
- 1972年（昭和47年）頃 - 現行の県道番号に変更される。
- 1974年（昭和49年） - 島根県道174号和江港石見大田停車場線から現行の路線名称に変更。

## 路線状況

### 重複区間
- 島根県道287号静間久手停車場線（大田市静間町（起点） - 大田市鳥井町鳥井）
- 国道9号（大田市長久町長久・和江漁港入口交差点 - 大田市長久町長久・長久交差点）
- 島根県道30号三瓶山公園線（大田市大田町大田）

### 道路施設

#### 橋梁
- 長久橋（三瓶川、大田市）
- 大田橋（三瓶川、大田市、国道9号重複区間内）

## 地理

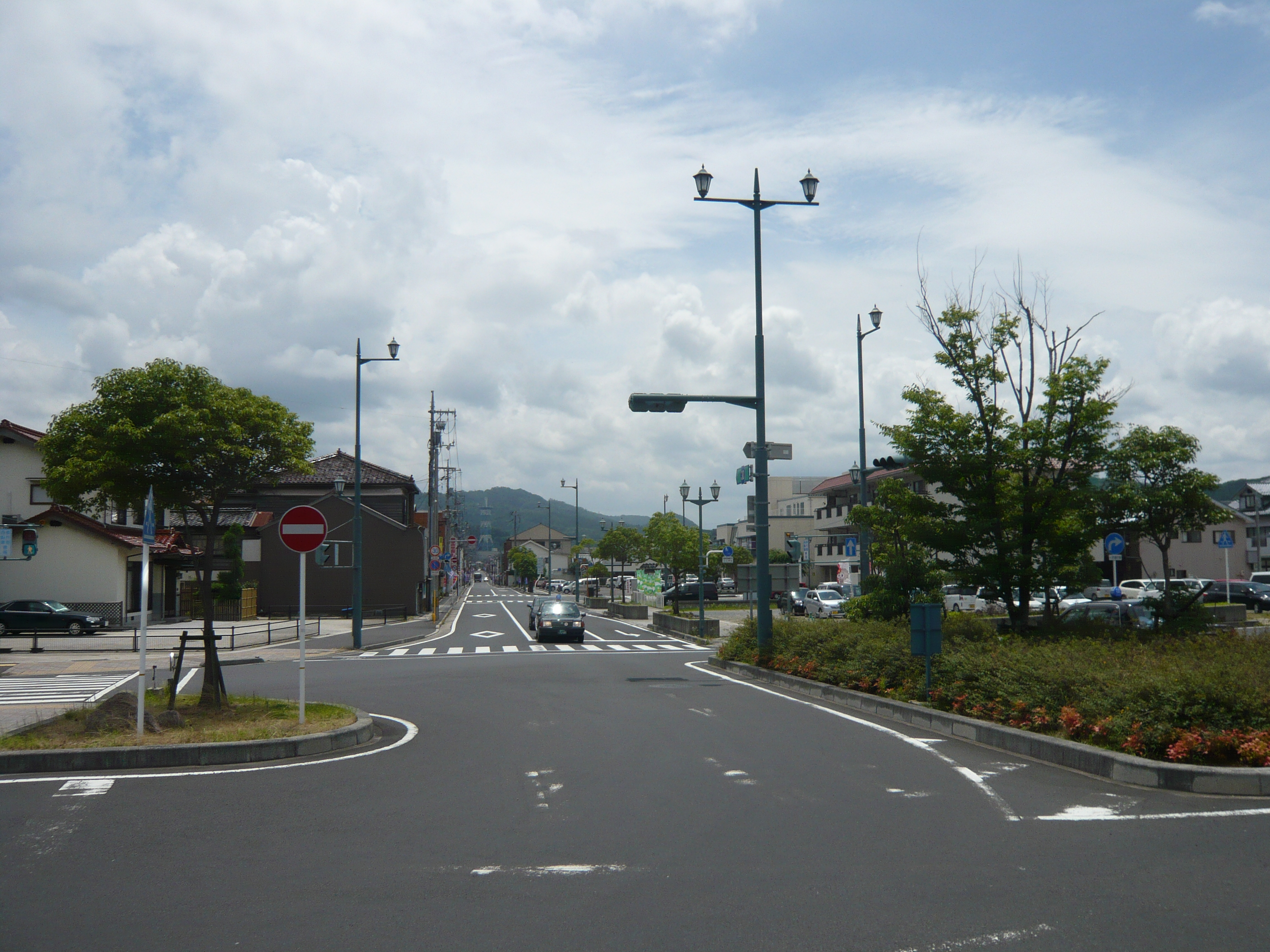
JR西日本山陰本線 大田市駅前。
島根県道30号三瓶山公園線および島根県道174号和江港大田市停車場線
（県道174号は終点）

### 通過する自治体
- 大田市

### 交差する道路
| 交差する道路                               | 交差する場所 | 交差する場所       |
| ------------------------------------------ | ------------ | ------------------ |
| 島根県道287号静間久手停車場線 重複区間起点 | 静間町       | 起点               |
| 島根県道287号静間久手停車場線 重複区間終点 | 鳥井町鳥井   |                    |
| 国道9号 重複区間起点 国道375号             | 長久町長久   | 和江漁港入口交差点 |
| 国道9号 重複区間終点                       | 長久町長久   | 長久交差点         |
| 島根県道30号三瓶山公園線 重複区間起点      | 大田町大田   |                    |
| 島根県道30号三瓶山公園線 重複区間終点      | 大田町大田   |                    |

### 交差する鉄道
- 山陰本線

### 沿線
- 和江漁港
- 大田運動公園
- 大田市葬斎場
- 島根県大田集合庁舎
- 島根県立女性総合センター・あすてらす
- JR西日本山陰本線 大田市駅